# Pavese
- Vänster: Modell som visar funktionen av en pavese.
- Höger Medeltida pavese från 1450 dekorerad med en jätte beväpnad med påk.

Pavese (av den italienska staden Pavia) är en europeisk medeltida sättsköld i bruk från mitten av 1300-talet till det tidiga 1500-talet. Den nyttjades främst av bågskyttar, armborstskyttar och andra infanterisoldater på slagfältet.
De grundläggande kraven för en sådan sköld kan beskrivas som tillräckligt stor att täcka minst en soldat vid nedsättning; pansrad nog att skydda mot armborstkolvar; tillräckligt lätt för att kunna flyttas runt på under pågående strid.

### Skrift
- Svenska Akademiens ordbok: sättsköld